# Wimmeria persicifolia
Wimmeria persicifolia är en benvedsväxtart som beskrevs av Ludwig Adolph Timotheus Radlkofer. Wimmeria persicifolia ingår i släktet Wimmeria och familjen Celastraceae. Inga underarter finns listade.